# Bec-en-cheville gris
Acanthidops bairdi
Genre
Espèce
Synonymes
- Acanthidops bairdii

Statut de conservation UICN

 LC  : Préoccupation mineure
Le Bec-en-cheville gris (Acanthidops bairdi) est une espèce de passereau de la famille des Thraupidae. C'est la seule espèce du genre Acanthidops.

## Description
Cet oiseau mesure environ 13,5 cm de longueur. Il présente un dimorphisme sexuel : le mâle est gris ardoise et la femelle brun grisâtre avec les parties inférieures plus pâles et légèrement rayées. Le bec étroit et pointu paraît retroussé avec la mandibule supérieure noire et l'inférieure jaune (moins vive chez la femelle).

## Répartition
Cet oiseau vit au Costa Rica (notamment dans la cordillère de Tilarán) et au Panama.

## Habitat
Cet oiseau peuple les lisières épaisses en haute altitude, principalement au-dessus de 2 000 m jusqu'à la limite des arbres. À la saison des pluies, il fréquente des zones plus basses. Il vit en particulier dans les fourrés de bambous[réf. nécessaire].

## Alimentation
Cette espèce consomme du nectar, des petits invertébrés, des graines et des fruits[réf. nécessaire].